# Aedes amabilis
Aedes amabilis är en tvåvingeart som beskrevs av Schick 1970. Aedes amabilis ingår i släktet Aedes och familjen stickmyggor. Inga underarter finns listade i Catalogue of Life.